# Chaetogonopteron appendiculatum
Chaetogonopteron appendiculatum är en tvåvingeart som beskrevs av de Meijere 1913. Chaetogonopteron appendiculatum ingår i släktet Chaetogonopteron och familjen styltflugor. Inga underarter finns listade i Catalogue of Life.